# Euchrysops pyrrhops
Euchrysops pyrrhops är en fjärilsart som beskrevs av Paul Mabille 1877. Euchrysops pyrrhops ingår i släktet Euchrysops och familjen juvelvingar. Inga underarter finns listade i Catalogue of Life.